# Självreduktion
Självreduktion (även autoreduktion),  politisk taktik som innebär att en person bekämpar kapitalismen genom att reducera sitt eget bidrag till detta samhällssystem. Termen självreduktion används främst av autonomister, även om samma taktik tillämpats av många andra, exempelvis den kooperativa rörelsen och de så kallade utopiska socialisterna. I Sverige hade självreduktionen sin storhetstid under 1900-talets början, men under 2000-talet har den autonomistiska rörelsens framväxt gjort att företeelsen åter börjat vinna gehör.
Historiskt sett bedrevs självreduktion genom att skapa självstyrda alternativ till de kapitalistiska företagen, exempelvis konsumentkooperativ. Idag förekommer mer illegala former, exempelvis politiskt motiverat snatteri.